# GOOD BYE MY SCHOOL DAYS
《GOOD BYE MY SCHOOL DAYS》(굿바이 마이 스쿨 데이스)는 DREAMS COME TRUE(드림스 컴 트루)의 46번째 싱글이다.

## 개요
- 노래의 내용은 제목대로 졸업에 대한 노래이다.
- 요시다 미와가 고등학생때 만든 졸업 노래이다.
- 드림스 컴 트루 버전뿐만 아니라 오레스카 밴드, 다베 미카코, 퍼지 컨트롤이 부른 버전도 수록되어 있다.

## 수록곡
작사, 작곡: 요시다 미와
1. GOOD BYE MY SCHOOL DAYS -도리케이-
2. GOOD BYE MY SCHOOL DAYS -오레스카케이-
3. GOOD BYE MY SCHOOL DAYS -다베찬케이-
4. GOOD BYE MY SCHOOL DAYS -퍼지콘케이-